# Râul Lostun
Râul Lostun este un curs de apă, afluent al Vaser. 